# Plecia platyura
Plecia platyura är en tvåvingeart som beskrevs av Hardy och Mercedes Delfinado 1969. Plecia platyura ingår i släktet Plecia och familjen hårmyggor. Inga underarter finns listade i Catalogue of Life.